# Zespół przyrodniczo-krajobrazowy „Sarni Stok”
Sarni Stok – zespół przyrodniczo-krajobrazowy o powierzchni 11,19 ha, położony na terenie miasta Bielsko-Biała w dzielnicy Stare Bielsko na zboczu wzgórza Trzy Lipki, założony w 2002 roku.
Obejmuje fragment Pogórza Śląskiego, jego osią jest dolina potoku, którą porasta grąd subkontynentalny. Na jego terenie znajduje się wiele drzew o rozmiarach pomnikowych. Do najważniejszych gatunków roślin występujących na tym terenie zalicza się: kukułka szerokolistna, listera jajowata, pióropusznik strusi oraz bluszcz pospolity. Zwierzęta reprezentują głównie kumak górski, rzekotka drzewna, krogulec, myszołów, pełzacz leśny, pustułka, zając, sarna, tchórz.
Ponadto na terenie Sarniego Stoku znajdują się dwa polskie schrony wybudowane w 1939 roku.